# 滘北街道
滘北街道，是中华人民共和国广东省江门市江海区一个已撤销的街道办事处，位于江海區北部，东邻外海街道。
總面積4平方公里，人口4914人。2014年时，下辖两个社区：北湾社区、富横社区。2015年7月31日，江门市人民政府批复同意江海区调整部分街道行政区划，撤销滘北街道办事处，将其行政区划并入江南街道办事处。